# 相模原市立田名小学校
相模原市立田名小学校（さがみはらしりつ たなしょうがっこう）は、神奈川県相模原市中央区田名にある公立小学校。

## 沿革
- 1874年（明治7年） -  滝の宗祐寺、陽原の南光寺に田名学校開校。
- 1876年（明治9年） - 堀之内明覚寺後に移して、覚明学舎と称し、塩田分校開校。
- 1879年（明治11年） - 覚明学舎を田名小学校と改称
- 1893年（明治25年） - 尋常田名小学校と改称
- 1896年（明治28年）4月 - 尋常高等田名小学校と改称
- 1897年（明治29年） - 明覚寺後より現在地に移し、新校舎落成
- 1902年（明治34年） - 田名村立尋常高等田名小学校と改称
- 1923年（大正12年）4月1日 - 田名村立田名尋常高等小学校と改称
- 1941年（昭和16年）4月1日 - 田名村立国民学校と改称
- 1941年（昭和16年）4月29日 - 相模原町立田名国民学校と改称
- 1947年（昭和22年）4月1日 - 相模原町立田名小学校と改称
- 1954年（昭和29年）11月20日 - 相模原市立田名小学校と改称
- 1978年（昭和53年）4月1日 - 田名北小学校を分離
- 1984年（昭和59年）4月1日 - 新宿小学校を分離
- 2002年（平成14年）4月1日 - 夢の丘小学校を分離

## 通学区域
- 相模原市中央区[1]
  - 水郷田名1丁目1番~2番34号・3番~23番
  - 水郷田名2丁目
  - 水郷田名3丁目
  - 水郷田名4丁目
  - 田名4241~4283・4350~4436の1・4436の5・4437の2・4679の2・4679の7・4791~4870の1・4870の5~6・4872~6812・6813の3・ 6814の3・6819~6852・7567の3・7567の6・7567の9・7568の3・7569の3・7570・7571の1・7572の3・7572の6・7573~7577の1・7578の1・7579の3・7580の3・7581~7603の1・7605の1・7606の3・7607~7623の1・7624の3・7625の3・7626の3・7627の3・7628の3・7629の3・7630の3・7631の3・7632の3・7633の3・7634の3・7635の3・7636~8465・8467~8613・9363~9385・9437~9563・9565の1・9565の4~7・9641・9642・ 9644~9704・10930~11991

## 進学先中学校
- 相模原市中央区[2]
  - 相模原市立田名中学校

## 交通アクセス
- 橋本駅（JR横浜線・相模線/京王相模原線）・相模原駅（JR横浜線）・淵野辺駅（JR横浜線）・上溝駅（JR相模線）から神奈川中央交通バスに乗車、「田名バスターミナル」バス停より徒歩3分。

## 著名な出身者
- 伊藤克（元プロ野球選手）[3]